# Watford Urban
Watford Urban var en civil parish 1894–1935 när det uppgick i Watford, i grevskapet Hertfordshire i England. Civil parish hade 54 169 invånare år 1931.